# Acer Aspire One
Acer Aspire One é uma linha de notebooks supercompactos, ou netbooks, lançada em Julho de 2008 pela Acer. É baseada na plataforma Intel Atom, que consiste no processador Intel Atom N270, no chipset Intel 945GSE Express e no controlador E/S Intel 82801GBM.
A linha é fabricada para a Acer pela Quanta Computer e está disponível em várias cores: Branco pérola, Azul safira, Marrom dourado, Preto ônix e Rosa metálico.
Seu preço inicial era focado em ser menor do quê todos seus modelos concorrentes. O Aspire One básico inclui um SSD de 8GB e Linux, custando muito menos do quê qualquer outro com um processador Intel Atom.

## Características
É um netbook bem difícil para fazer melhorias, da perspectiva do upgrade. A carcaça não se separa tão facilmente como outros para acessar componentes vitais como a RAM ou o disco rígido. Enquanto a maioria dos usuários não deseja mexer no interior, isto é ruim para os que pensam em fazer algo como instalar um drive mais rápido ou fazer upgrade para o Vista, que permite RAM adicional. Outro aspecto desapontador é o slot aberto Mini-PCIe não ter nenhum conector. Esta área está preparada com uma porta para cartão SIM obviamente para recursos 3G, mas a menos que o usuário possa soldar seu próprio conector, ele estará sem sorte.

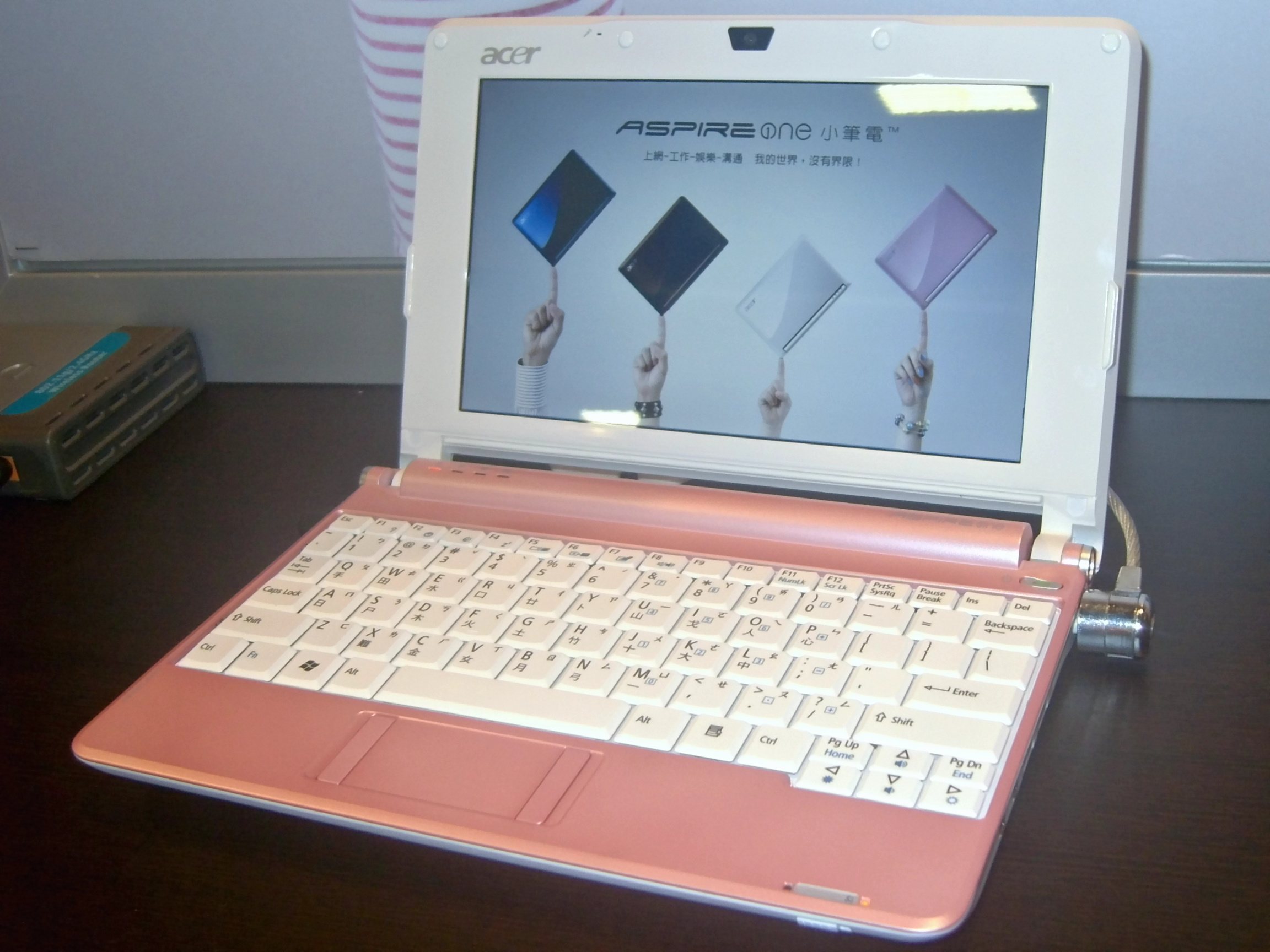
Há a pequena desvantagem de haver enormes bordas de tela.

O teclado é espaçoso tanto quanto um netbook permite, já que o Aspire One é um netbook 9" dentro do corpo de um modelo 10".  Há nisto a pequena desvantagem de haver enormes bordas de tela, mas obtém-se o estado de um teclado real, muito mais necessário. O teclado é espremido quando comparado com um notebook, mas é fácil pegar o jeito com prática suficiente. A superfície de digitação parece forte, sem flexibilidade no teclado, e as teclas individuais parecem fortes, sem oscilação. Possui butões dedicados para Page Up e Page Down, que podem prover uma forma mais acurada de navegar em uma webpage ou documento em ritmo rápido.

### Design

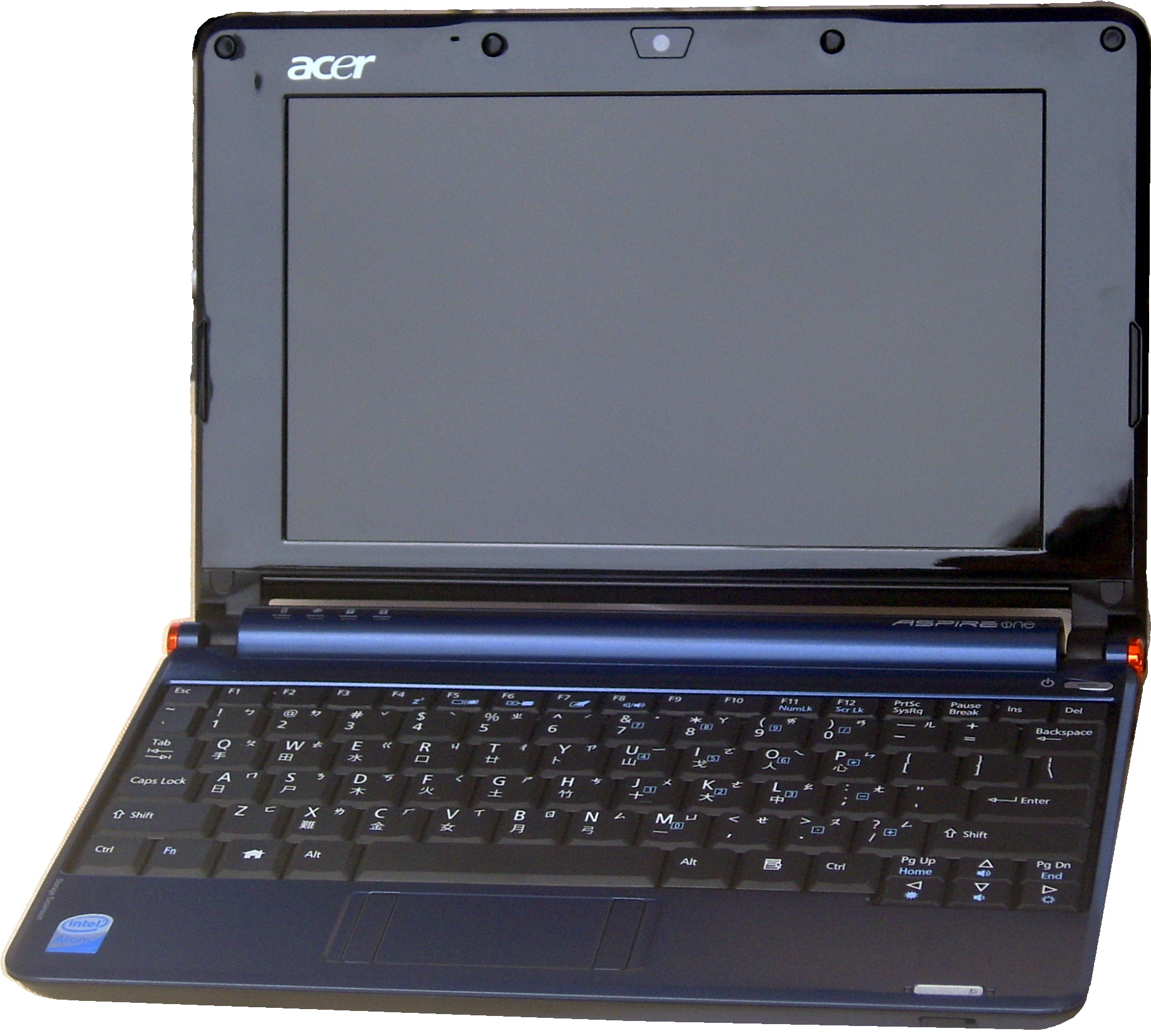
O design do Acer Aspire One é bem lustroso.

O design do Acer Aspire One é bem lustroso, com cantos levemente arredondados e uma superfície brilhosa macia que é confortável para segurar quando fechado. A aparência é bem básica, mas ele possui detalhes cromados em um ou outro lugar, para melhorar um pouco a aparência do netbook. Plástico brilhoso é encontrado no topo da tampa da tela, bem como em volta de todo o LCD. Às vezes a moldura brilhosa incomoda bastante se o usuário estiver em uma sala iluminada com muitas fontes de reflexo.

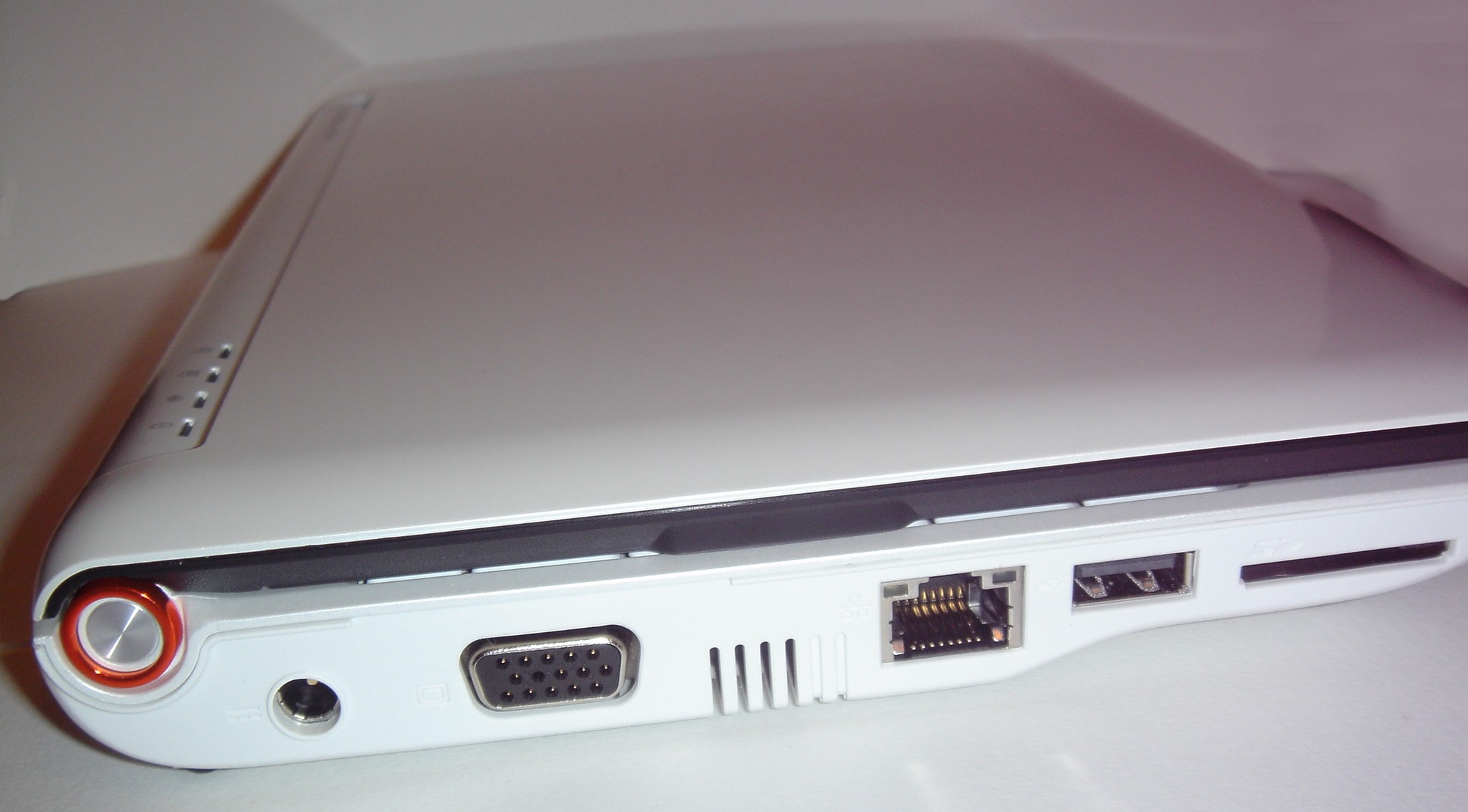
Segurá-lo quando fechado é similar a segurar um livro de capa dura.

A qualidade da fabricação parece sólida para um subnotebook e a montagem parece forte o bastante para suportar que o netbook seja lançado em uma mochila sem muita preocupação com sua segurança. Segurá-lo quando fechado é similar a segurar um livro de capa dura, com boa rigidez para resistir à flexão e à compressão. A tampa da tela parece especialmente forte, o que é importante para proteger o painel LCD relativamente frágil.

## Especificações

### Sistema Operacional

#### Windows
Windows XP Home Edition SP3 vem instalado nos modelos onde o nome termina com X, ou com B seguido de outra letra que determina a cor do modelo.
Também é possível instalar outros sistemas operacionais no laptop, como o Windows Vista, versões não-oficiais do Windows 7, ou mesmo distribuições Linux - incluindo Ubuntu, openSUSE, Debian, entre outras.

#### Linux
Modelos onde o nome termina com L, ou com A seguido da letra que indica a cor, são vendidos com o Linpus Linux Lite. Ele oferece uma interface com o usuário simples, com aplicativos padrão como o browser Firefox 2, o OpenOffice.org 2.3, o Acer One Mail e Acer One Messenger disponíveis diretamente na tela principal. A área de trabalho principal foi desenhada para prevenir a alteração de configurações e definições avançadas; porém, é possível alterar as configurações pela tela de preferências.

### Armazenamento

#### Discos SSD
O modelo A110 vem com 8GB ou 16GB em drive de estado sólido (SSD). Os primeiros modelos vieram com o Intel Z-P230, modelo SSDPAMM0008G1. Este SSD foi criticado pela sua baixa taxa de leitura e gravação. A Intel vende este SSD como taxas de 38 MB/s de leitura e 10 MB/s de escrita. Modelos mais novos vieram com drives bem mais rápidos da Samsung, modelo P-SSD 1800.
A expansão não funciona no Windows. A máquina esquenta muito, ao ponto dos adesivos se soltarem.

#### Disco rígido
O HD regular SATA de 2.5 polegadas e 5400 RPM com 120 ou 160 GB. Cinco modelos diferentes de drives foram usados até hoje: Seagate ST9120817AS, Western Digital WD1200BEVS, WD1600BEVT, Hitachi HTS543212L9A300, e Toshiba MK1652GSX.

#### Slot de expansão de armazenamento
Há também um slot de expansão de memória de armazenamento no padrão SD/SDHC (até 16GB). Nas versões com Linux o espaço é automaticamente expandido com o uso do cartão de memória. No Windows XP o cartão é tratado como um cartão de memória removível normal.
Existe um segundo slot que funciona como um leitor de cartões, que pode ser usado com muitos tipos diferentes de cartões de memória, entre eles SD, SDHC, XD, Memory Stick e Compact Flash.
No entanto, a BIOS não suporta o boot a partir destes slots para cartões de memória. É possível iniciar o sistema apenas por meio do HD ou SSD interno, ou pelas portas USB, através de PenDrives ou HDs e Unidades de CD ou DVD externas.